# Semih Kaya
Semih Kaya (ur. 24 lutego 1991 w Bergamie) – turecki piłkarz grający na pozycji środkowego obrońcy. Od 2017 roku jest zawodnikiem klubu Sparty Praga.

## Kariera klubowa
Karierę piłkarską Semih Kaya rozpoczynał w klubach Petkimspor, Helvacı Bld. Gençlik ve Spor i Altay SK. W 2006 roku podjął treningi w Galatasaray SK. W 2008 roku awansował do kadry pierwszej drużyny Galatasaray. 19 kwietnia 2009 zadebiutował w Süper Lig w wygranym 1:0 wyjazdowym meczu z İstanbulem BB. W sezonie 2008/2009 rozegrał łącznie 3 ligowe mecze, a w następnym – żadnego w barwach Galatasaray.
Wiosną 2010 Semih Kaya został wypożyczony do Gaziantepsporu. Swój jedyny mecz dla tego klubu rozegrał 25 kwietnia 2010 przeciwko İstanbulowi BB. Gaziantepspor przegrał w nim 2:3. Sezon 2010/2011 Semih Kaya spędził na wypożyczeniu w Kartalsporze.
W 2011 roku Semih Kaya wrócił do Galatasaray SK. W sezonie 2011/2012 wywalczył z tym klubem tytuł mistrza Turcji. Latem 2012 zdobył z Galatasaray Superpuchar Turcji.
Sezon 2014/15 rozpoczął meczem o Superpuchar Turcji przeciwko Fenerbahçe SK, przegranym przez Galatasaray w serii rzutów karnych. 4 października zdobył jedyną asystę w sezonie, w meczu z Erciyessporem. Z powodu kontuzji w meczu towarzyskim 17 stycznia nie mógł grać przez 6 tygodni. W całym sezonie rozegrał 30 meczów, w tym 19 ligowych oraz 5 pucharowych, również w finale Pucharu Turcji z Bursasporem.
| Sezon   | Klub           | Kraj   | Rozgrywki | Mecze | Bramki |
| ------- | -------------- | ------ | --------- | ----- | ------ |
| 2008/09 | Galatasaray SK | Turcja | Süper Lig | 3     | 0      |
| 2009/10 | Galatasaray SK | Turcja | Süper Lig | 0     | 0      |
| 2009/10 | Gaziantepspor  | Turcja | Süper Lig | 1     | 0      |
| 2010/11 | Kartalspor     | Turcja | 1. Lig    | 18    | 0      |
| 2011/12 | Galatasaray SK | Turcja | Süper Lig | 30    | 1      |
| 2012/13 | Galatasaray SK | Turcja | Süper Lig | 25    | 0      |
| 2013/14 | Galatasaray SK | Turcja | Süper Lig | 29    | 0      |
| 2014/15 | Galatasaray SK | Turcja | Süper Lig | 19    | 0      |
| 2015/16 | Galatasaray SK | Turcja | Süper Lig | 21    | 2      |
| 2016/17 | Galatasaray SK | Turcja | Süper Lig |       |        |

## Kariera reprezentacyjna
Semih Kaya występował w młodzieżowych reprezentacjach Turcji na wielu szczeblach wiekowych. 29 lutego 2012 zadebiutował w dorosłej reprezentacji w przegranym 1:2 towarzyskim meczu ze Słowacją, rozegranym w Bursie.